# Marie-Paule Kieny
Marie-Paule Kieny   (Estrasburg, 24 d'abril de 1955) és una viròloga, vacunadora, experta en salut pública i divulgadora científica francesa. Actualment és la directora d'investigació de l'Institut national de la santé et de la recherche médicale (INSERM) i cap de la junta de la Iniciativa Medicaments per a Malalties Oblidades (DNDi).

## Trajectòria
Va completar el seu doctorat en microbiologia l'any 1980 a la Universitat de Montpeller, i va rebre l'Habilitation à Diriger des Recherches el 1995 a la Universitat d'Estrasburg. Després d'aconseguir el seu doctorat, va entrar a l'empresa Transgene SA a Estrasburg com a directora científica ajudant sota la direcció del biòleg molecular Jean-Pierre Lecocq fins al 1988. Entre els anys 1999 i 2000 fou directora d'investigació de l'INSERM. A més, va ser membre de la Iniciativa Europea de Vacunes (EVI) fins al 2010.
Entre els anys 2002 i 2010 va ser directora d'investigació de vacunes de l'Organització Mundial de la Salut (OMS). Posteriorment, fou directora general adjunta dins del mateix organisme, exercint un important paper de lideratge durant l'epidèmia d'Ebola de 2014-2016 a l'Àfrica Occidental i l'epidèmia de virus del Zika de 2015-2016.
Donada la lentitud del desenvolupament de noves teràpies en resposta al brot, el seu equip va començar a elaborar un marc per accelerar el desenvolupament i encoratjar els investigadors a compartir les dades obertament sense preocupar-se perquè sortissin a la llum. Va destacar l'èxit del desenvolupament de vacunes eficaces per al seu desplegament en un futur brot. Després del brot d'Ebola a la República Democràtica de Congo en 2014, va declarar que la vacuna podria no ser del tot necessària, ja que el brot no era tan greu com es temia anteriorment.
També va participar en la solució de l'actual crisi de resistència a antibiòtics amb l'OMS, supervisant la primera llista de Medicaments Essencials de l'OMS que inclou directrius sobre l'ús adequat dels antibiòtics en el marc de l'assistència sanitària universal. També va ajudar a preparar una llista de bacteris resistents als antibiòtics a les quals s'hauria de donar prioritat per a la recerca més enllà de la tuberculosi extremadament resistent als medicaments, com els ceps d'Acinetobacter baumannii i Pseudomonas aeruginosa resistents al Carbapenem.
L'any 2017 es va unir a la junta directiva del Projecte de Vacunes Humanes (HVP), va ser nomenada directora interina del Banc de Patents de Medicaments (MPP) i es va unir a la Iniciativa Medicaments per a Malalties Oblidades (DNDi) com a cap de la junta. Com a directora de l'MPP, Kieny va supervisar la concessió de llicències del medicament Mavyret contra l'hepatitis C per a la producció de genèrics.

## Reconeixements
En 2016 fou condecorada amb la medalla de la Legió d'Honor. A l'any següent, l'Institut national de la santé et de la recherche médicale (INSERM) li va concedir el Premi Internacional INSERM 2017.
L'any 2019, la Universitat Autònoma de Barcelona (UAB) va investir-la com a doctora honoris causa pel seu compromís amb la salut pública i l'atenció sanitària universal a tot el món.